# 本林譲
本林 譲（もとばやし ゆずる、1909年3月31日 - 1992年4月17日）は最高裁判所判事。弁護士。東京府出身。

## 来歴
松本高等学校文科乙類、京都帝国大学法学部卒業。1933年、父と同じ弁護士になった後、司法官試補として仙台地裁で勤務するも、1年後に父親が死去したことで再び弁護士に。
戦後、「食えないため」明大の講師をしたこともある。日弁連事務総長や法制審議会国際私法部会委員などを務めた。
1975年8月に最高裁判事に就任。就任時には「36年間、庶民の相談相手として養った感覚については、いささかの自負をもっています」「弁護士出身の裁判官として責任を感じます」と挨拶。
1979年3月に定年退官。
長男も弁護士で三代続く法曹一家。